# Том Ротман
Томас Едгар Ротман (народився 21 листопада 1954 року) — американський керівник кінокомпанії, нинішній голова та генеральний директор Sony Pictures, Motion Picture Group. На цій посаді Ротман контролює всю діяльність студії з виробництва та дистрибуції кінофільмів у всьому світі, включаючи Columbia Pictures, TriStar Pictures, Screen Gems, Sony Pictures Imageworks, Sony Pictures Animation, Sony Pictures Classics, 3000 Pictures, Sony Pictures International Productions, Stage 6. Фільми, фільми AFFIRM. Ротман приєднався до Sony Pictures наприкінці 2013 року як голова TriStar Productions, а в 2015 році був підвищений до голови Sony Pictures Motion Picture Group, після чого в 2017 і 2018 роках випустив такі назви, як Джуманджі: Поклик джунглів, Веном, Монстри на канікулах 3, Кролик Петрик і Людина-павук: у Всесвіті. Під керівництвом Ротмана Motion Picture Group повернулася до високої прибутковості та пережила кілька найприбутковіших років в історії з Одного разу в… Голлівуді і Маленькі жінки. Завдяки таким наметам, як Людина-павук: Далеко від дому, Джуманджі: Наступний рівень і Погані хлопці назавжди, 2020 фінансовий рік (з квітня 2019 по березень 2020) став найкращим для кіностудії за останні десятиліття з точки зору кінцевої прибутковості. і операційний дохід.
Раніше він був головою правління та головним виконавчим директором Fox Filmed Entertainment разом з Джимом Джанопулосом до його відставки 14 вересня 2012 року, починаючи з 1 січня 2013 року. Ротман розпочав роботу у Fox у 1994 році як засновник і президент Fox Searchlight Pictures і пропрацював у компанії 18 років. За час роботи Ротмана фільми Fox були номіновані на понад 150 премій «Оскар» і отримали три нагороди за найкращий фільм. Компанія також заробила понад 30 мільярдів доларів у касових зборах і зняла два найкасовіші на той час фільми «Титанік» і «Аватар». Ротман також був ведучим телевізійного серіалу Fox Legacy, у якому він надавав довідкову та закулісну інформацію щодо створення фільмів.

## Молодість і освіта
Ротман народився в єврейській родині у Балтиморі, штат Меріленд. У 1972 році він закінчив Балтіморську школу Парку перед тим, як вступити до коледжу. Ротман закінчив Університет Брауна з відзнакою з англійської та американської літератури, з відзнакою, Phi Beta Kappa, і був відібраним у Дивізіоні 1 з лакросу.
У 1977 році він працював вчителем англійської мови в школі Солсбері в Коннектикуті та тренував університетський футбол. У 1980 році він закінчив Колумбійську школу права як стипендіат Джеймса Кента, найвища академічна відзнака школи. У 1981 році він працював у другому окрузі Апеляційного суду Сполучених Штатів як клерк юриста шановного Волтера Менсфілда. З 1982 по 1986 рік працював адвокатом у Frankfurt Kurnit Klein & Selz.   

## Кінокар'єра
У 1986 році Ротман став співпродюсером фільму Джима Джармуша «За законом» і «Цукеркової гори» Роберта Франка. У 1987 році він почав працювати виконавчим віце-президентом Columbia Pictures з усіх аспектів розробки та виробництва фільмів У 1989 році він обіймав посаду президента Всесвітнього виробництва компанії Samuel Goldwyn. Він керував визначними незалежними фільмами, такими як «Генріх V», «Багато шуму з нічого», «Давній компаньйон», «Справді божевільно глибоко », «Дикий серцем » і «Божевілля короля Георга ». Він відкрив і підтримував багатьох молодих режисерів, які згодом досягли успіху, зокрема Енга Лі, Ентоні Мінгеллу та Кеннета Брана. За цей час фільми компанії тричі отримували «Золоту пальмову гілку» в Каннах.
Протягом 18 років Ротман працював у Fox Filmed Entertainment. У 1994 році він заснував і став першим президентом Searchlight Pictures, одного з перших спеціалізованих кіновідділів, пов’язаних із великою студією. Fox Searchlight продовжив розповсюдження кількох фільмів, удостоєних премії «Оскар», у тому числі «Мільйонер з нетрів», який отримав премію «Оскар» у 2008 році. Ротман був президентом виробництва Twentieth Century Fox, де він керував більшою частиною розробки та виробництва фільмів компанії з 1996 по 1998 рік, а також був президентом Twentieth Century Fox Film Group з 1998 по 2000 рік. З 2000 по 2012 рік він був головою та генеральним директором Fox Filmed Entertainment (FFE). Серед FFE були 20th Century Fox, Fox Searchlight Pictures, Blue Sky Animation і Twentieth Century Fox Television. За цей час студія була номінована на понад 150 премій «Оскар», отримала три премії «Оскар» за найкращий фільм, заробила понад 30 мільярдів доларів у світовому прокаті. Fox мала найкращий прибуток серед усіх кіностудій. Деякі з фільмів, знятих під час роботи Ротмана, включають: Лінкольн, Життя Пі, Нащадки, Вигнанець, Володар морів, Чорний лебідь, Переступити межу, Джуно, Диявол носить «Прада», «Люди Ікс», «Льодовиковий період», «Ріо» та деякі інші. Під керівництвом Ротмана Fox створив Американська сімейка, Хор і Батьківщина. З 2007 по 2010 рік Том Ротман був ведучим Fox Legacy, телевізійного серіалу, у якому він надавав довідкову та закулісну інформацію щодо створення фільмів. Як голова правління Fox, він став відомий тим, що відкинув ідею Дедпула, стверджуючи, що вона не буде успішною, й ухвалив рішення, щоб персонаж (його псевдонім «Наймач з ротом») зашив рот для більшості. його першої появи у фільмі «Люди Ікс: Початок: Росомаха». У вересні 2012 року Том Ротман пішов у відставку з посади голови правління та виконавчого директора Fox Filmed Entertainment. Того ж місяця Стівен Спілберг оголосив, що Ротман продюсує «Робопокаліпсис» Спілберга для DreamWorks.

## Особисте життя
Ротман одружений на актрисі, співачці та письменниці Джесіці Гарпер. Подружжя має двох доньок. Ротман є братом актора Джона Ротмана. У 2012 році він був призначений директором Priceline.com Inc.